# 松栄軒

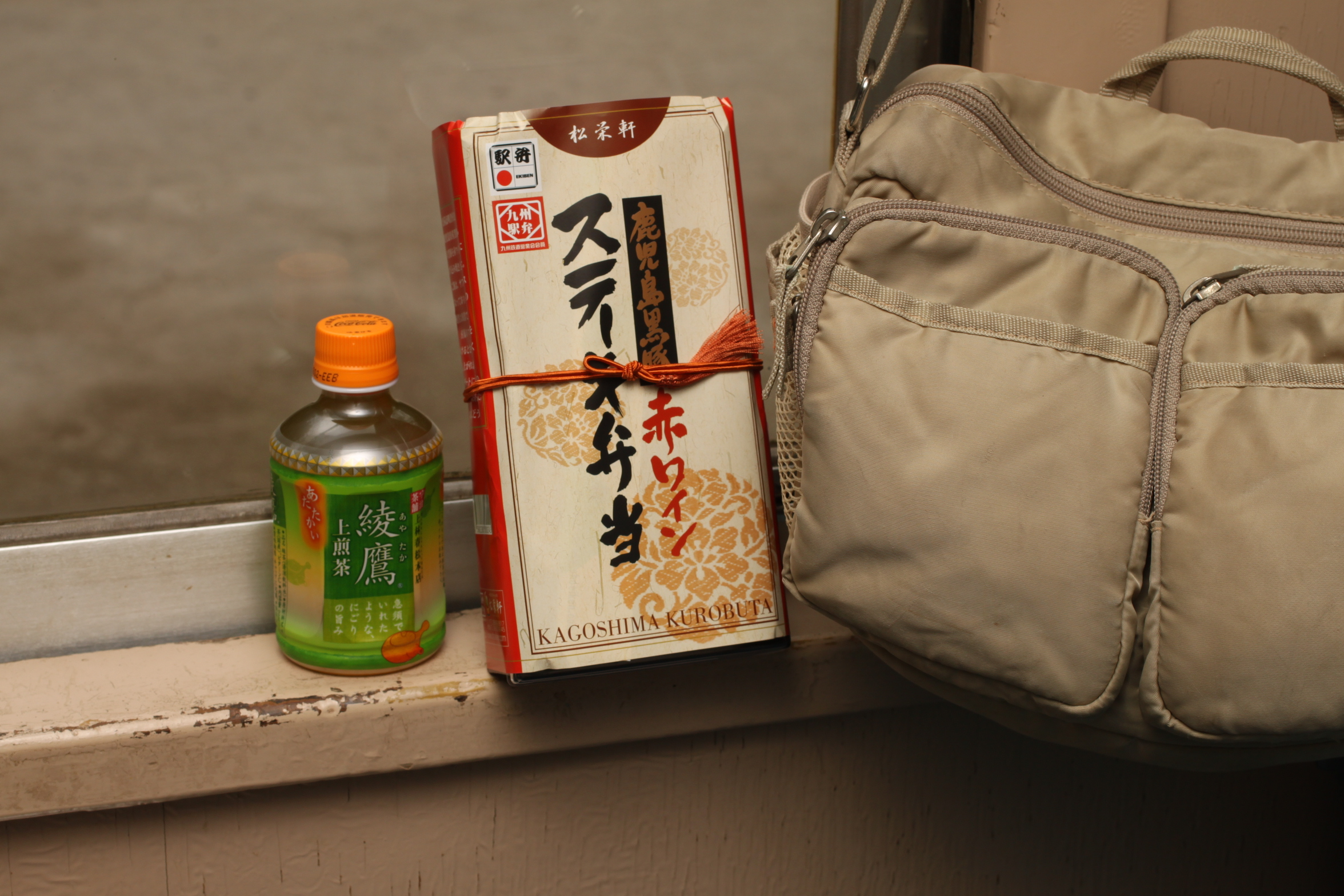
鹿児島黒豚 赤ワインステーキ弁当

株式会社松栄軒（しょうえいけん）は、鹿児島県出水市に本社を構える弁当(主に駅弁)・仕出し業者。
キャッチフレーズは「すべて食べて頂けるお弁当」である。
株式会社武蔵野(社長、小山昇)の経営コンサルティングを受ける武蔵野経営サポートパートナー会員である。

## 事業所
本社事務所・出水工場
所在地：鹿児島県出水市上鯖渕532-5
鹿児島営業所・鹿児島工場
所在地：鹿児島県鹿児島市住吉町7⁻8
株式会社博多松栄軒(工場併設)
所在地：福岡県福岡市博多区竹下1-15-23

## 沿革
- 1929年（昭和4年） - 鉄道省公認・出水駅汽車弁当店として創業。
- 2008年（平成20年）11月- 鹿児島市の鹿児島駅構内に営業所・工場を開設。
- 2013年（平成25年）10月- 出水工場を本社敷地内に移転
- 2017年（平成29年）10月- 福岡県福岡市博多区の竹下駅付近に株式会社博多松栄軒として事務所・工場開設。
- 2018年（平成30年）5月- 鹿児島営業所・鹿児島工場を鹿児島市住吉町に移転。

## 主な商品
※( )内は販売している主な駅名【一部商品は、新大阪駅・京都駅・東京駅でも購入可能。】
- えびめし(出水・川内・鹿児島中央・博多)
- 鹿児島黒豚赤ワインステーキ弁当(出水・鹿児島中央・博多)
- 「極」黒豚めし(出水・鹿児島中央・博多)
- 黒豚横丁(出水・鹿児島中央・博多)
- 鹿児島黒豚めんたい弁当(出水・鹿児島中央・博多)
- 鹿児島黒豚角煮弁当(出水・川内・鹿児島中央・博多)
- 極黒豚かつサンド(出水・川内・鹿児島中央・博多)
- かごしま美味満彩弁当(出水・川内・鹿児島中央)
- 桜島鶏のから揚げ御膳(出水・鹿児島中央)
- 桜島とりめし(出水・鹿児島中央)
- 薩摩牛4％の奇跡 牛肉弁当(出水・鹿児島中央)
- 黒豚とんかつ御膳(出水・鹿児島中央・博多)
- 黒豚三昧(出水・鹿児島中央)
- 鹿児島黒豚ロースステーキ弁当(出水・鹿児島中央・博多)
- 駅弁屋の牛焼肉重(出水・鹿児島中央・博多)
- 鹿児島黒豚炙り弁当(出水)
- 西郷どん丼(出水・鹿児島中央・博多)
- 牛ステーキ重(出水・鹿児島中央・博多)
- 牛肉三昧(出水・鹿児島中央)
- 鹿児島黒豚角煮と牛すき焼き弁当(出水・鹿児島中央・博多)
- くまもとあか牛ランチＢＯＸ(熊本・博多)
- 鹿児島黒毛和牛牛めし(出水・川内・鹿児島中央・博多)
- 鹿児島黒豚ステーキ＆牛すき焼き弁当(出水・鹿児島中央・博多)
- 駅弁屋のうなぎ弁当(出水・川内・鹿児島中央)
- 熊本あか牛と鹿児島黒毛和牛の牛肉めし(出水・鹿児島中央・熊本・博多)
- 鹿児島黒豚Ｗ弁当(出水・鹿児島中央・博多)
- 牛タンめんたいこ弁当(博多)
- 博多和牛炙りめんたい重(博多)
- 贅沢かしわめし(博多)
- 秋収穫黒豚栗めし(期間限定)(出水・鹿児島中央)
- 春収穫黒豚筍めし(期間限定)(出水・鹿児島中央)
- 鹿児島ユナイテッドＦＣ応援弁当(期間限定)(出水・鹿児島中央)